# Tank, Light, Mk IV
Tank, Light, Mk IV – brytyjski czołg lekki skonstruowany w okresie międzywojennym.

## Historia
W 1933 roku powstały w Wielkiej Brytanii prototypowe czołgi A4E19 i A4E20. W stosunku do wcześniejszych czołgów Mk II i Mk III miały one zmodyfikowany kadłub i zawieszenie (zrezygnowano z koła napinającego). Prototypy wyposażono także w mocniejszy niż we wcześniejszych czołgach silnik. Czołgi A4E19 i A4E20 stały się podstawą do opracowania seryjnych czołgów przeznaczonych na eksport do Belgii (czołg T15), oraz na Litwę, Łotwę i do Finlandii.
W 1934 roku rozpoczęto produkcję przeznaczonego dla armii brytyjskiej czołgu Tank, Light, Mk IV. On także oparty był na konstrukcji eksperymentalnych A4E19 i A4E20. Poza wozami standardowymi produkowano także wersję Indian Pattern przeznaczoną dla armii indyjskiej.
W momencie wybuchu II wojny światowej czołgi Mk IV służyły już wyłącznie do szkolenia i nie zostały użyte bojowo.

## Opis
Tank, Light, Mk IV miał budowę klasyczną. W tylnej części kadłuba znajdował się sześciocylindrowy, rzędowy, chłodzony cieczą silnik gaźnikowy Meadows ESTE o mocy 65 kW. Silnik napędzał umieszczone z przodu kadłuba koła napędowe. Z każdej strony znajdowały się cztery koła jezdne zblokowane w dwa wózki, amortyzowane ukośnymi sprężynami śrubowymi. Każda gąsienica o szerokości 240 mm była podtrzymywana przez jedną rolkę. Uzbrojeniem był karabin maszynowy Vickers kalibru 7,7 mm.